# سيراس ودمان
سيراس ودمان (بالإنجليزية: Cyrus Woodman)‏ هو شخصية أعمال أمريكي، ولد في 2 يونيو 1814 في Buxton, Maine ‏ في الولايات المتحدة، وتوفي في 30 مارس 1889 في كامبريدج في الولايات المتحدة.